# L'ombra della violenza
L'ombra della violenza (Calm with Horses) è un film del 2019 diretto da Nick Rowland.

## Trama
Arm è un ex pugile che, durante un incontro, ha ucciso accidentalmente un avversario. Sebbene sia separato dalla compagna Ursula, cerca di seguire con affetto il figlio disabile, ma al contempo per lavorare è costretto a fare da picchiatore per i Devers, una famiglia di spacciatori. Inaspettatamente gli viene richiesto di uccidere un uomo. È allora costretto a scegliere tra la lealtà verso i suoi committenti ed il suo codice morale. La decisione di non uccidere provoca la reazione violenta degli spacciatori.

## Distribuzione
Presentato per la prima volta nel settembre 2019 durante il Toronto International Film Festival, il film è stato distribuito nei cinema irlandesi a partire dal marzo 2020. Negli Stati Uniti, il film è stato distribuito direttamente nel mercato on demand con il titolo The Shadow Of Violence.

## Accoglienza

### Pubblico
Il film ha incassato 104.946 dollari al botteghino.

### Critica
Sull'aggregatore Rotten Tomatoes il film riceve il 94% delle recensioni professionali positive con un voto medio di 7,5 su 10 basato su 69 critiche, mentre su Metacritic ottiene un punteggio di 67 su 100 basato su 14 critiche.